# Чисос
29°16′ пн. ш. 103°18′ зх. д. / 29.27° пн. ш. 103.3° зх. д.
Чисос (англ. Chisos) — гірський масив, розташований у районі Біг-Бенд регіону Транс-Пекос на заході штату Техас у США. Гірська система займає 104 квадратних кілометрів і повністю входить до меж Національного парку Біг-Бенд, що робить його єдиним гірським масивом у Сполучених Штатах, який повністю входить до національного парку. Гори Чисос є найпівденнішим гірським масивом на материковій частині США.
Гори Чисос були утворені вулканічною діяльністю в еоценову епоху 35–44 мільйони років тому.
Найвищою точкою гірського хребта є пік Еморі (2385 м над рівнем моря).

## Етимологія
Однією з численних версій походження назви є те, що вона походить від hechizos, кастильського слова, що означає «зачарування». Інша версія полягає в тому, що слово походить від chisos, індіанського слова, що означає «привид» або «дух».

## Флора
Quercus tardifolia — вічнозелене дерево з сірою корою і червонувато-бурими гілочками. Цей вид вважався вимерлим, коли в травні 2022 року було знайдено один екземпляр.